# Philodromus oneida
Philodromus oneida là một loài nhện trong họ Philodromidae.
Loài này thuộc chi Philodromus. Philodromus oneida được Herbert Walter Levi miêu tả năm 1951.